# Tiendeberg
De Tiendeberg is een natuurgebied te Kanne. Het meet 6 ha en wordt beheerd door Natuurpunt.
Het betreft kalkgraslanden op een helling ten zuidwesten van het Albertkanaal. Deze graslanden werden al vanaf de middeleeuwen als zodanig gebruikt. Er ontstond een relatief warm microklimaat en, mede gezien de gevarieerde bodemsamenstelling (kalk, geel zand, grind, leem), ontwikkelde er zich een karakteristieke, warmteminnende flora en fauna.
Het gebied wordt begraasd met schapen.